# Békélé (Ndelele)
Békélé est un village du Cameroun, situé dans la région de l'Est et dans le département de la Kadey. Il est localisé dans la commune de Ndelele.

## Population
Le recensement de 2005 y dénombre  63 habitants dont 23 de sexe masculin et 40 de sexe féminin